# Chorfa (Mascara)
Pour les articles homonymes, voir Chorfa.
Chorfa est une commune de la wilaya de Mascara depuis le découpage administratif du 2 juillet 1974 en Algérie.

## Géographie

### Situation
| El Gaada; Sig                                 | Sig                                  | Bou Henni   |
| El Gaada                                      | Chorfa                               | El Guettana |
| Boudjebaa El Bordj (Wilaya de Sidi Bel Abbès) | Aïn Adden (Wilaya de Sidi Bel Abbès) | Bou Hanifia |

### Localités de la commune
La commune de Chorfa est composée de douze localités :

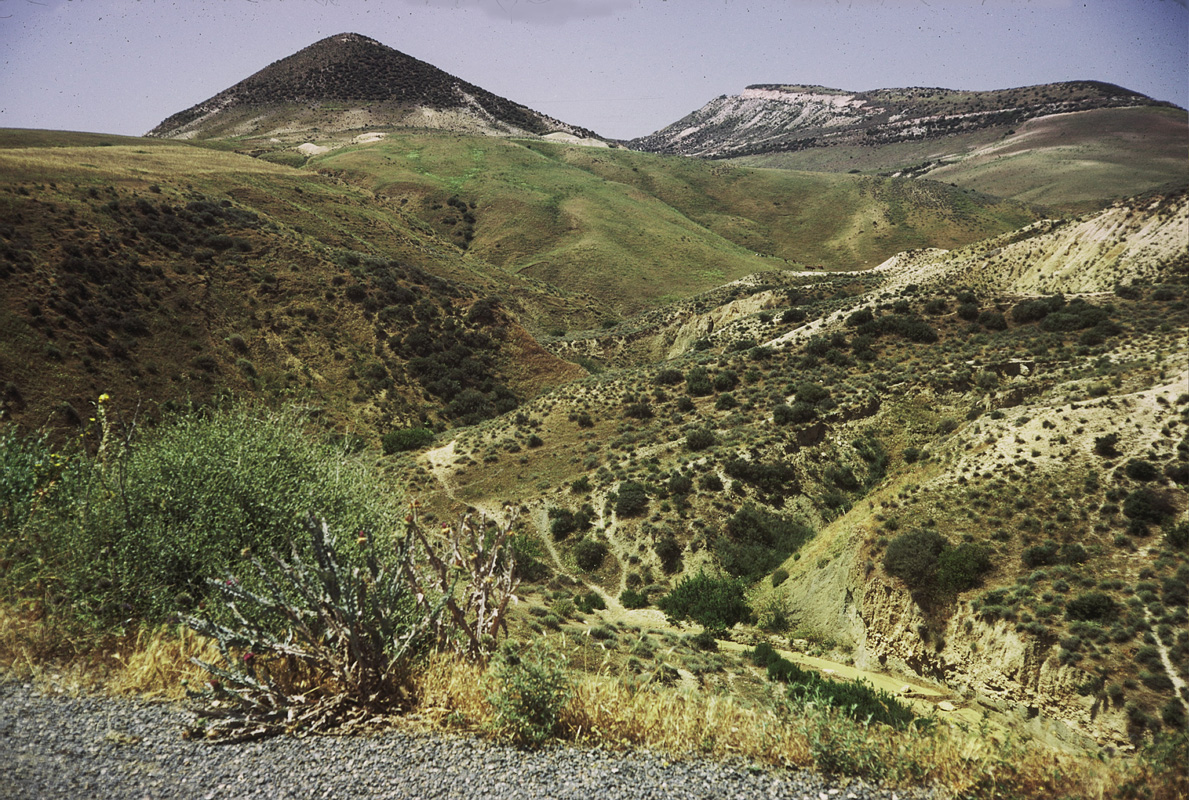
Collines dans la région de Chorfa (le 14 juin 1974).

- Anatra
- Chorfa barrage
- Chorfa-Centre
- Houaïdjia
- Ouled Ali Bouziane
- Ouled Attaou
- Rehaïlia
- Rehamna
- Rouazmia
- Selaïmia
- Sidi Ali Cherif
- Zelamta